# Squadra motoristica

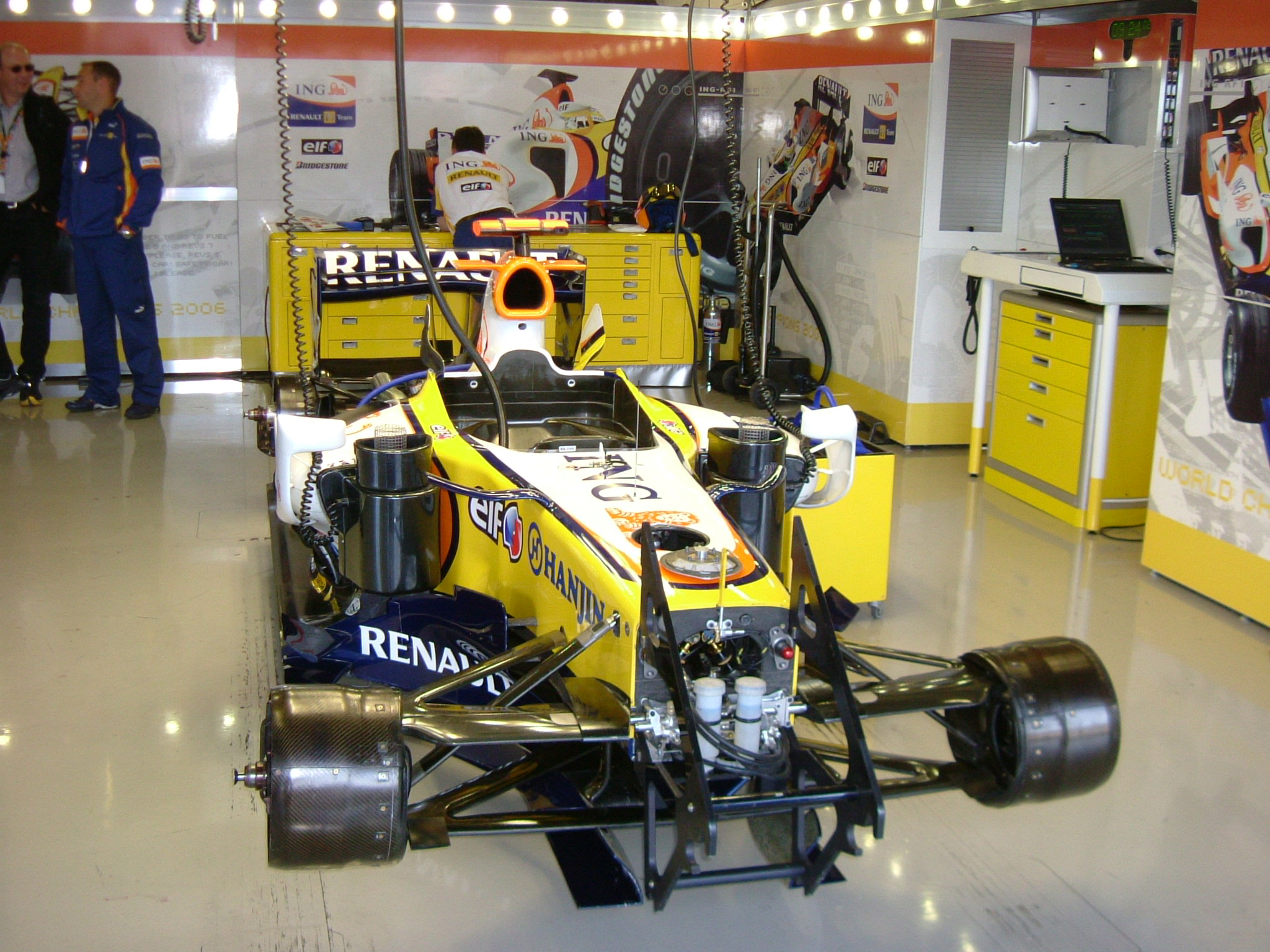
Una monoposto di Formula 1 ai box della Scuderia Renault

La squadra motoristica (anche detta scuderia motoristica o squadra corse) è un'organizzazione tecnico-sportiva creata allo scopo di partecipare alle competizioni in una o più specialità nel campo degli sport motoristici, come automobilismo, motociclismo e motonautica, comprendendo il complesso delle macchine da corsa, dei piloti e della relativa organizzazione tecnica e logistica di supporto.
Con identico significato, vengono comunemente utilizzati la corrispondente denominazione inglese racing team o il termine scuderia; quest'ultimo principalmente nel settore dell'automobilismo, dove indica il complesso delle macchine da corsa e la relativa organizzazione, e nella motonautica. 
Per quel che concerne l'ambito del motociclismo sportivo si è soliti epitetare le squadre con il termine team, facendo seguire la dicitura della squadra seguita spesso dalla parola racing.

## Descrizione

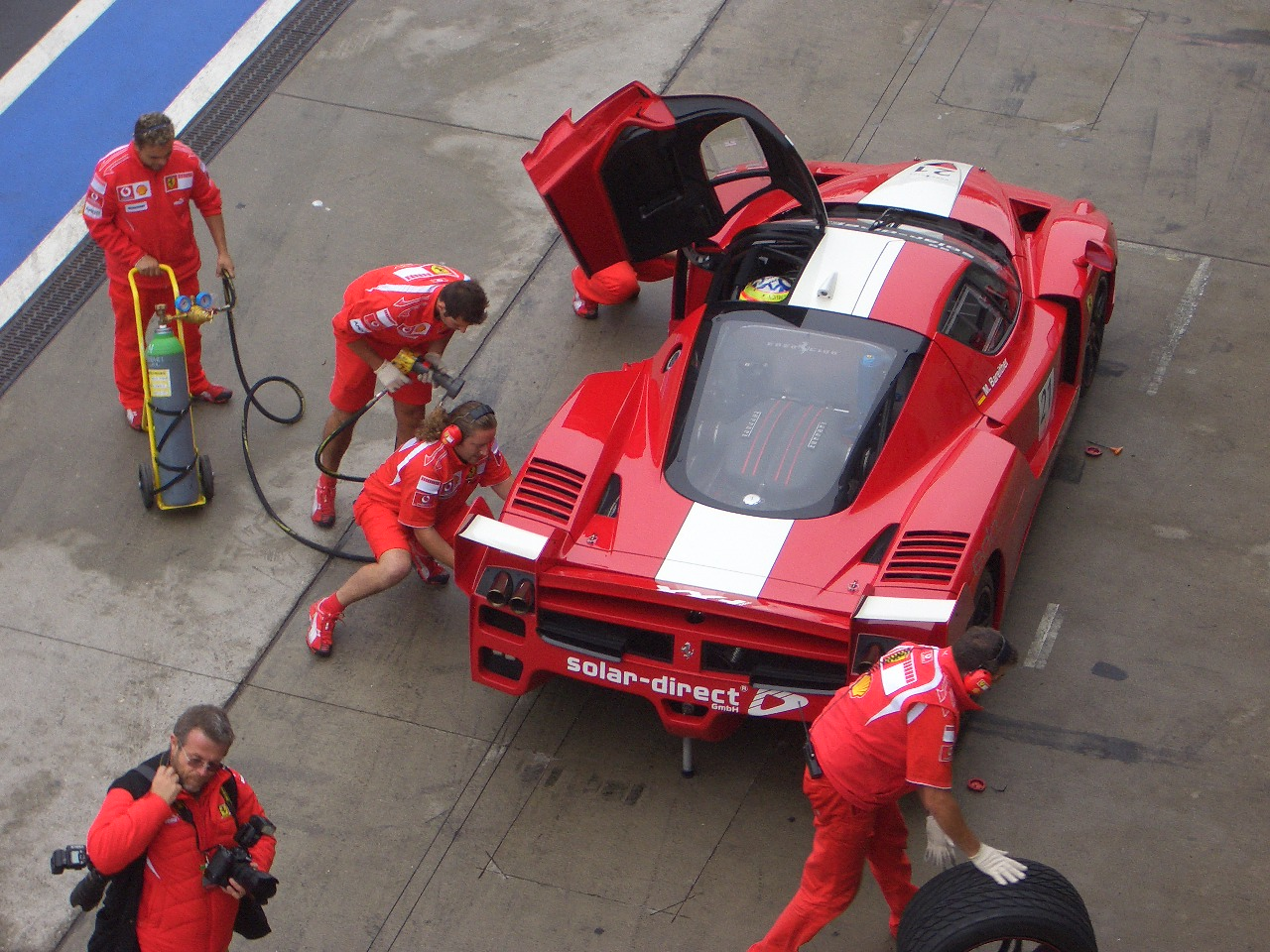
I meccanici di una squadra corse all'opera

La squadra corse ha il compito di manutenere e regolare il mezzo tecnico utilizzato da un pilota nelle competizioni, anche provvedendo a riparazioni estemporanee nel corso delle sessioni di prova o di gara. Svolge inoltre le formalità burocratiche, assolvendo gli obblighi attuativi, documentali, economici, formali e di vigilanza, stabiliti dai regolamenti sportivi.
Fino agli anni settanta, la "squadra corse" era generalmente parte di un complesso aziendale produttivo più articolato. Le grandi case automobilistiche e motociclistiche, già a partire dagli anni trenta, suddivisero schematicamente le sezioni costruttive in "reparto produzione" e "reparto corse", del quale la "squadra corse" rappresenta la compagine da inviare sui circuiti e formata da una élite di tecnici.
Nei tempi moderni, sempre più spesso, la "squadra corse" è un'organizzazione a sé stante, collegata alla casa madre da un semplice contratto di fornitura o di locazione dei mezzi meccanici, che gestisce in proprio l'assistenza alle gare, gli introiti pubblicitari e la scelta dei piloti.